# Инаугурации Леонида Кучмы
Первая инаугурация Леонида Кучмы, второго президента Украины, состоялась 19 июля 1994 года. Вторая инаугурация Кучмы прошла 30 ноября 1999 года.
Церемонию первой инаугурации 1994 года транслировались вживую два телеканала: «УТ-1» и «УТ-2».
Церемонию второй инаугурации 1999 года транслировали вживую восемь телеканалов: «УТ-1», «УТ-2», «1+1», «Интер», «Новый канал», «ICTV», «СТБ» и «Рада».

## Первая инаугурация (1994)
По итогам выборов Президента Украины в 1994 году Кучма был избран вторым президентом Украины. Он победил действующего президента Леонида Кравчука, набрав 52,14 % голосов избирателей против 45,06 % за действующего главу государства.
Инаугурация прошла 19 июля 1994 года. Во время присяги клал руку на Пересопницкое Евангелие. Предыдущий президент Кравчук пришел символически передать власть своему преемнику.
Сама церемония прошла довольно скромно: в зал Верховной Рады он зашел через боковую дверь, без первой леди и без особых почестей во время присяги. Гимн исполнял военный оркестр без слов. Вступление в должность Кучма отпраздновал в тот же день приемом в Мариинском дворце.

## Вторая инаугурация (1999)
Во время повторного голосования выборов Президента Украины, состоявшемся 14 ноября 1999 года. Президентом Украины стал Леонид Кучма, получивший 56,25 % голосов избирателей.
Инаугурация прошла 30 ноября 1999 года. Мероприятие впервые проходит не в помещении парламента из-за сложных отношений Кучмы с депутатами, а во Дворце Украины в присутствии более десяти иностранных делегаций. На этой инаугурации глава государства впервые получит нагрудный знак, булаву и печать президента Украины.
Первая инаугурация, которая прошла не в здании Верховной Рады, а только что отремонтированном Национальном дворце искусств «Украина». Причиной этого стали сложные отношения Кучмы с бойкотировавшим церемонию парламентом.
Леонид Кучма озвучил инаугурационную речь, в которой рассказал об основных задачах на посту президента.

## Международные делегации

### 1999 год
- Президент Узбекистана Ислам Каримов
- Президент Словакии Рудольф Шустер
- Президент Польши Александр Квасьневский
- Президент Республики Молдова Пётр Лучинский
- Президент Турции Сулейман Демирель
- Президент Литовской Республики Валдас Адамкус
- Президент Азербайджана Гейдар Алиев
- Президент Республики Беларусь Александр Лукашенко
- Премьер-министр России Владимир Путин
- Премьер-министр Казахстана Касым-Жомарт Токаев